# 伊達三郎
伊達 三郎（だて さぶろう、1924年3月27日 - 1991年9月12日）は、日本の俳優。本名は桜 春太郎（さくら しゅんたろう）、別名義：伊達 岳志（だて たけし）。
大阪市大正区出身。大映出身。さとう事務所に所属していた。興國商業高校卒業。

## 来歴・人物
復員後の1945年に大映京都に入社し、翌1946年、片岡千恵蔵と古川ロッパが共演した稲垣浩監督の『おかぐら兄弟』でデビューを果たす。以降は大映の名物悪役として活躍。時代劇からヤクザ映画まで、その特徴ある面長な風貌で、大映映画の全盛期を支えた。
大映倒産後はテレビドラマに本格的に進出し、刑事ドラマや時代劇では悪役を数多く演じた。1991年9月12日死去。67歳没。
特技は乗馬。

## 出演作品

### 映画
- 座頭市シリーズ
- 忍びの者シリーズ
- 眠狂四郎シリーズ
- 悪名シリーズ
- 闇を走る馬車（1947年）
- 素浪人罷通る（1947年）
- 十三の眼（1947年） - 溝部刑事
- 壮士劇場（1947年） - 森健吉
- 婦人警察官（1947年）
- 生活の樹（1947年）
- 三十三の足跡（1948年）
- 手をつなぐ子等（1948年）
- 地下街の弾痕（1949年）
- 待っていた象（1949年）
- 月よりの使者（1949年）
- 天狗飛脚（1947年） - 佐藤久馬
- 木曽の天狗（1948年） - 三宅多八郎
- 最後に笑う男（1949年、安田公義監督作品）- 飛鳥三郎
- 幽霊列車（1949年） - 大川
- 透明人間現わる（1949年） - 笹谷敬三
- 海峡の鮫（1950年）
- 火山脈（1950年）
- 遙かなり母の国（1950年）
- 逢魔が辻の決闘（1951年）
- 愛妻物語（1951年）
- 万花地獄（1951年）
- 緑の果てに手を振る天使（1951)
- 銭形平次（1951年）
- 振袖狂女（1952年）
- 雪崩（1952年）
- あの手この手（1952年）
- 巣鴨の母（1952年）
- 魔剣（1953年）
- 木曽路の子守唄（1953年）
- 祇園囃子（1953年）
- 妖精は花の匂いがする（1953年）
- 銭形平次捕物控 金色の狼（1953年）
- 暴力市街（1953年）
- 雨月物語（1953年）
- 噂の女（1954年）
- 知らずの弥太郎（1954年）
- 花の三度笠（1954年）
- 花の白虎隊（1954年）
- 丹下左膳 こけ猿の壺（1954年）
- 花の長脇差（1954年）
- 山椒大夫（1954年）
- 舞妓物語（1954年）
- 近松物語（1954年、溝口健二監督作品）- 堅田の役人
- 赤穂義士（1954年）
- 伊達騒動 母御殿（1954年）
- 此村大吉（1954年）
- お富さん（1954年）
- 踊り子行状記（1955年）
- 七つの顔の銀次（1955年）
- 舞妓三銃士（1955年）
- 次男坊判官（1955年）
- 伊太郎獅子（1955年）
- かんかん虫は唄う（1955年）
- 鬼斬り若様（1955年）
- 銭形平次捕物控 どくろ駕籠（1955年）
- 麝香屋敷（1955年）
- 俺は藤吉郎（1955年）
- 長崎の夜（1955年）
- 新・平家物語（1955年、溝口健二監督作品）- 実相（叡山の僧）
- 浅太郎鴉（1956年）
- まらそん侍（1956年）
- 折鶴七変化　（前・後編）（1956年）
- 新・平家物語 義仲をめぐる三人の女（1956年）
- 夜の河（1956年、吉村公三郎監督作品）- 使用職人の寛治
- 逢いぞめ笠（1956年）
- 喧嘩鴛鴦（1956年）
- 虚無僧変化・二部作（1956年）
- 鼠小僧忍び込み控（1956年）
- 運ちゃん物語（1956年）
- あばれ鳶（1956年）
- 続花頭巾（1956年）
- 月形半平太（1956年）
- 母白雪（1956年）
- 柳生連也斎 秘伝月影抄（1956年）
- 折鶴七変化（1956年）
- 銭形平次捕物控　まだら蛇（1957年）
- 大阪物語（1957年）
- 夜の蝶（1957年）
- 二十九人の喧嘩状（1957年）
- 雪の渡り鳥（1957年）
- 伴淳・森繁の糞尿譚（1957年）
- 赤胴鈴之助 新月塔の妖鬼（1957年）
- 万五郎天狗（1957年）
- 三日月秘文（1957年）
- 清水港喧嘩旅（1957年）
- 弥太郎笠（1957年、森一生監督作品）- 元やくざの照吉
- 森の石松（1957年）
- 鳴門秘帖（1957年）
- 刃傷未遂（1957年、加戸敏監督作品）- 梶川与惣兵衛
- 狙われた土曜日（1957年）
- 日露戦争勝利の秘史 敵中横断三百里（1957年）
- 忠臣蔵（1958年、渡辺邦男監督作品）- 杉野十平次（赤穂浪士の一人）
- 日蓮と蒙古大襲来（1958年）
- 血文字船（1958年）
- 千両槍（1958年）
- 水戸黄門漫遊記(1958 三隅研次)（1958年）
- 伊賀の水月（1958年）
- 風来坊一番勝負（1958年）
- 命を賭ける男（1958年）
- 江戸っ子祭（1958年）
- 花太郎呪文（1958年）
- 月の影法師 消えゆく能面（1958年）
- 弁天小僧（1958年）
- 月姫系図（1958年）
- 江戸は青空（1958年）
- 怪猫呪いの壁（1958年）
- 炎上（1958年、市川崑監督作品）- 溝口を護送する刑事
- 月の影法師 山を飛ぶ狐姫（1958年）
- 銭形平次捕物控 鬼火燈篭（1958年）
- 七番目の密使（1958年）
- 東海道の野郎ども（1958年）
- 天竜しぶき笠（1958年）
- 女狐風呂（1958年）
- かげろう笠（1959年）
- お嬢吉三（1959年）
- 薄桜記（1959年）
- 人肌牡丹（1959年）
- 濡れ髪三度笠（1959年）
- 女と海賊（1959年）
- 鍵（1959年）
- 山田長政 王者の剣（1959年）
- 月影兵庫 上段霞斬り（1959年）
- ジャン・有馬の襲撃（1959年）
- 町奉行日記 鉄火牡丹（1959年）
- かげろう絵図（1959年）
- 歌麿をめぐる五人の女（1959年）
- 四谷怪談（1959年、三隅研次監督作品）- 花田権之助
- 甲賀の密使（1960年）
- 風雲将棋谷（1960年）
- 侠客春雨傘（1960年）
- 続次郎長富士（1960年、森一生監督作品）- 常吉
- 一本刀土俵入（1960年）
- 人肌呪文（1960年）
- お嬢さん三度笠（1960年）
- 怪談累が淵（1960年）
- 東海道ちゃっきり娘（1960年）
- わんぱく公子（1960年）
- 白子屋駒子（1960年）
- 不知火検校（1960年、森一生監督作品）- 土岐又五郎
- 疵千両（1960年）
- 大江山酒天童子（1960年）
- よさこい三度笠（1960年）
- 濡れ髪喧嘩旅（1960年）
- 銭形平次捕物控　美人蜘蛛（1960年、三隅研次監督作品）- 伊能忠良
- 源太郎船（1960年）
- 紅蜥蜴（1960年）
- ぼんち（1960年）
- 大菩薩峠（1960年、三隅研次監督作品）- 平間重助（新選組）
- 風来物語 あばれ飛車（1960年）
- 虹之助乱れ刃（1960年）
- 二人の武蔵（1960年）
- 幽霊小判（1960年）
- 好色一代男（1961年、増村保造監督作品）- 漁師の佐吉
- 天下あやつり組（1961年）
- 銭形平次捕物控　夜のえんま帳（1961年）
- おけさ唄えば（1961年）
- 濡れ髪牡丹（1961年）
- 飛び出した女大名（1961年）
- 桜田門（1961年）
- お馬は七十七万石（1961年）
- 水戸黄門海を渡る（1961年）
- 木曽ぶし三度笠（1961年）
- 風と雲と砦（1961年）
- 花くらべ狸道中（1961年）
- 小次郎燕返し（1961年）
- 喧嘩富士（1961年）
- うっちゃり姫君（1961年）
- おてもやん（1961年）
- かげろう侍（1961年）
- 花の兄弟（1961年）
- 銭形平次捕物控　美人鮫（1961年）
- 美少年変化（1961年）
- すっとび仁義（1961年）
- 刺客屋敷（1961年）
- 磯ぶし源太（1961年）
- 晴小袖（1961年）
- ドドンパ酔虎伝（1961年）
- 悪名（1961年、田中徳三監督作品）- 賭場の中盆
- お兄哥さんとお姐さん（1961年）
- 釈迦（1961年）
- 中山七里（1962年）
- 地獄の刺客（1962年）
- 剣に賭ける（1962年）
- のこされた子とのこした母と（1962年）
- 婦系図（1962年）
- 鉄砲安の生涯（1962年）
- ソーラン渡り鳥（1962年）
- 雁の寺（1962年）
- 続・座頭市物語（1962年）
- 殺陣師段平（1962年）
- 女と三悪人（1962年）
- 悲恋の若武者（1962年）
- 斬る（1962年）
- 忍びの者（1962年）
- 新・悪名（1962年）
- 雪之丞変化（1963年、市川崑監督作品）- 川口屋
- 新選組始末記（1963年）
- 続・忍びの者（1963年）
- 第三の影武者（1963年）
- 新・忍びの者 (1963年）
- 忍びの者 霧隠才蔵（1964年）
- 博徒ざむらい (1964年)
- 暴れ犬（1965年）
- 若親分出獄 (1965年、大映)
- 剣鬼（1965年、大映）
- 赤い手裏剣（1965年、大映）
- 新・鞍馬天狗（1965年）
- 無法松の一生 (1965年)(大映) - 巡査 役
- 大魔神（1966年）
- 陸軍中野学校 雲一号指令 (1966年)
- 泥棒番付（1966年、大映）
- 忍びの者 新・霧隠才蔵（1966年）
- 大殺陣 雄呂血（1966年、大映）
- 新書・忍びの者（1966年、大映）
- ある殺し屋（1967年）
- 早射ち犬（1967年）
- 陸軍中野学校 密命（1967年）
- 華岡青洲の妻（1967年）
- 鉄砲伝来記（1968年）
- 妖怪百物語（1968年）
- ひとり狼（1968年）
- 続やくざ坊主（1968年）
- とむらい師たち（1968年）
- 兵隊やくざ 強奪（1968年）
- 東海道お化け道中（1969年）
- 博徒一代 血祭り不動（1969年）
- 人斬り（1969年）
- 鬼の棲む館 (1969年)
- 怪談累が渕（1970年）
- 新女賭博師 壷ぐれ肌 (1971年)
- 十代の妊娠（1970年）
- 無宿人御子神の丈吉 牙は引き裂いた (1972年)
- 子連れ狼 子を貸し腕貸しつかまつる（1972年）
- 木枯し紋次郎 関わりござんせん（1972年）
- 女囚701号 さそり（1972年）
- 子連れ狼 死に風に向う乳母車（1972年）
- ボディガード牙（1973年）
- 海軍横須賀刑務所（1973年）
- 日本侠花伝（1973年）
- 色情トルコ日記（1974年）
- 仁義の墓場（1975年）
- 新幹線大爆破（1975年）
- 新宿酔いどれ番地 人斬り鉄（1977年）
- 仁義と抗争（1977年）
- 台風クラブ（1985年）
- 玄海つれづれ節（1986年）
- 光る女（1987年）
- 少年時代（1990年）

など

### テレビドラマ
- 新吾十番勝負（1967年、TBS / 松竹テレビ室）
  - 第22話「闇討ち」- 黒い侍
  - 第35話「剣に涙あり」- 渡利左馬之介
- 用心棒シリーズ 俺は用心棒 第20話「廻り灯籠」（1969年） - 三宅
- 素浪人 花山大吉
  - 第47話「夜になるほど強かった」（1969年） - 倉内一人
  - 第84話「地獄の槍が呼んでいた」（1970年） - 尾花の伝造
- 銭形平次
  - 第210話「腕白小僧」（1970年） - 上村銀十郎
  - 第252話「地獄街道」（1971年） - 蜂の陳十郎
  - 第457話「赤い犯科帳」（1975年） - 地獄の政
  - 第590話「悪徳の報酬」（1977年） - 戸部右京
  - 第658話「俺は神様じゃない」（1979年） - むささびの伝蔵
  - 第677話「おかめが泣いた」（1979年） - 難波屋
  - 第694話「狙われた八五郎」（1979年） - 叶屋藤兵ヱ
  - 第729話「小町娘と鬼の親」（1980年）
  - 第751話「魚河岸の暴れん坊」（1981年） - 源兵ヱ
  - 第768話「平次・潜入大作戦」（1981年） - 湊屋
  - 第875話「大泥棒になる万七」（1983年）
- 新三匹の侍 第13話「何処へ行くのか獣道」（1970年） - 松浦右京
- 徳川おんな絵巻 第25話「仮面の女」、第26話「悪霊の城」（1971年） - 河村靭負
- 大江戸捜査網
  - 第31話「暁の二十七人斬り」（1971年） - 肥戸辰之進
  - 第80話「兄と妹の詩」（1972年） - 弁天一家親分・北川忠蔵
  - 第119話「大江戸残酷秘話」（1973年） - 山形の茂十
  - 第167話「必死の金庫破り」（1974年） - 澤渡屋
  - 第173話「悲恋 黒絵馬の女」（1975年） - 大津屋義平
  - 第209話「足でかせいだ男」（1975年） - 古賀弥十郎
  - 第223話「隠密同心 一番長い日」（1975年） - 大黒屋仙右衛門
  - 第256話「明日なき命の代償」（1976年） - 元三笠藩士
  - 第270話「王将に秘めた疑惑」（1976年） - 石田主計
  - 第280話「怒りの白昼殴り込み」（1977年） - 倉持要之進
  - 第292話「異母兄弟の夜明け」（1977年） - 義助
  - 第306話「懐剣返上! 涙の対決」（1977年） - 桑田兵庫介
  - 第340話「遊女が秘めた一筋の涙」（1978年） - 篠塚軍兵衛
  - 第351話「女義賊 怒りの逆襲」（1978年） - 奥村修理亮
  - 第405話「潜入 決死の悪人狩り」（1979年） - 善兵衛
  - 第424話「長屋を襲う二万坪の陰謀」（1979年） - 黒川頼母
  - 第434話「五七五に賭けた恋情け」（1980年） - 仙次
  - 第444話「祭りに咲いた夫婦花」（1980年） - 佐伯和之
  - 第460話「女忍者傷だらけの復讐」（1980年） - 吉兵衛
  - 第473話「非情の少女囮作戦」（1980年） - 駿河屋六兵衛
  - 第480話「謎を呼ぶ傀儡人形」（1981年） - 辰蔵
  - 第492話「おんな隠密 矢車お菊」（1981年） - 成田屋
  - 第519話「つつもたせの娘」（1981年） - 石川頼母
  - 第536話「幻の魔弓 激情に燃える女」（1982年） - 千成屋
  - 第556話「井戸掘り異聞 殺しの水脈」（1982年） - 近江屋
  - 第564話「新登場 炎のおんな隠密」（1982年） - 辰造
  - 第572話「くノ一殺し 禁断の白い肌」（1982年） - 榊原外記
  - 第609話「恐怖! 妖しく誘う魔性剣」（1983年） - 珍品堂
  - 新 大江戸捜査網 第11話「暴走娘 涙の五千両」（1984年） - 暁大五郎
- 大忠臣蔵 第31話「男の盟約」（1971年） - 西野信之助
- キイハンター 第179話「さすらいの一匹狼 荒野の挑戦」（1971年） - 村雨頭取
- ザ・ガードマン 第342話「教育ママの狂った大競争」（1971年）
- 木枯し紋次郎 第5話「童唄を雨に流せ」（1972年）
- さすらいの狼 第6話「竜に背いた女怪盗」(1972年、NET / 東映）
- 荒野の素浪人 第39話「鷲の巣城 御金蔵破り」（1972年）
- 大岡越前
  - 第3部 第16話「殺しの長脇差」（1972年10月2日） - 又蔵
  - 第6部 第15話「大岡越前を殺せ!」（1982年6月14日） - 妙法院の伝八
- 二人の素浪人 第7話「闇を裂く隠密二代」（1972年、CX / 東映） - 犬塚唐十郎
- 必殺シリーズ（ABC / 松竹）
  - 必殺仕掛人
    - 第8話「過去に追われる仕掛人」（1972年） - 平山重次郎
    - 第26話「沙汰なしに沙汰あり」（1973年） - 石屋儀右衛門

  - 助け人走る 第19話「世情大不安」（1974年） - 三洲屋
  - 暗闇仕留人 第10話「地獄にて候」（1974年） - 己之吉
  - 新・必殺仕置人 第8話「裏切無用」（1977年） - 金見庄兵ヱ
  - 翔べ! 必殺うらごろし 第9話「家具が暴れる恐怖の一夜」（1979年） - 松造
- 水戸黄門
  - 第2部
    - 第17話「縄張り荒らし -新潟-」（1971年1月18日） - 佐渡屋
    - 第30話「隠密兄妹 -佐賀-」（1971年4月19日） - 沼田主膳

  - 第3部 第21話「母恋巡礼 -岩国-」（1972年4月17日） - 大野丹波
  - 第4部 第19話「七人の暗殺者 -三戸-」（1973年5月28日）- 月岡修理
  - 第7部 第29話「花嫁になったお新 -飯田-」（1976年12月6日） - 郡奉行・大沢兵介
  - 第9部 第18話「命を賭けた忍びの掟 -五箇山-」（1978年12月4日） - 黒川刑部
  - 第11部 第13話「陰謀あばいた俵牛 -陸前高田-」（1980年11月10日） - 竹駒の勝蔵
  - 第12部
    - 第7話「お志乃に惚れた提灯作り -岐阜-」（1981年10月12日） - 岩田の九蔵
    - 第22話「秘伝の薬で悪退治 -富山-」（1982年1月25日） - 叶屋金兵衛

  - 第14部 第37話「野望を断った天下の名刀 -高松-」（1984年7月9日） - 寅蔵
  - 第15部 第28話「助さんは替え玉亭主 -岐阜-」（1985年8月5日） - 六兵ヱ
  - 第16部 第35話「赤べこが結ぶ夫婦の絆 -会津-」（1986年12月22日） - 勘五郎
  - 第17部 第6話「悲願仇討ち傘女房 -岐阜-」（1987年10月5日） - 熊五郎
  - 第18部 第20話「陰謀渦巻く大草原 -熊本-」（1989年1月30日） - 鬼若の伝兵衛
  - 第19部 第13話「待ったなし人間将棋 -天童-」（1989年12月18日） - 鬼あざみの伝蔵
  - 第20部 第8話「情け紡いだ西陣織 -京-」（1990年12月24日） - 丹波屋
- 怪談 第10話「雪おんな」（1972年、MBS） - 地頭の侍
- 地獄の辰捕物控 第20話「わらべ唄が闇に聞えた」（1973年、NET / 東映） - 浅野太市
- プレイガールシリーズ（12ch / 東映）
  - プレイガール
    - 第215話「港町の風俗巡査」（1973年） - 安田（海愛水産社長）
    - 第250話「深海の裸女の群れ」（1974年） - 大畑

  - プレイガールQ
    - 第8話「現代オカルト美女仕掛人」(1974年） - 永松栄太郎
    - 第34話「恐怖のタレント失踪事件」（1975年） - 堂本
- ジキルとハイド 第8話「ある目覚め」（1973年） - 川井マネージャー
- 旅人異三郎 第24話「渡世の義理に罠がしかけられた」（1973年） - 大木源之進
- 狼・無頼控 第1話「裏切りの報酬」（1973年）
- 唖侍鬼一法眼 第10話「吠えた峠の女心」（1973年） - 大八
- ライオン奥様劇場 / 新妻鏡（1974年） - 郷田
- 伝七捕物帳 （NTV）
  - 第18話「紫房に散った闇奉行」（1974年） - くさり元海
  - 第81話「罠を斬った包丁」（1975年） - 辰蔵
  - 第106話「文治一番手柄」（1976年） - 留五郎
- いただき勘兵衛 旅を行く 第21話「雨のあしたは晴だとさ」（1974年） - 宇津源左ヱ門
- ご存知遠山の金さん 第22話「由井正雪大いに笑う」（1974年）- 玄妙斎
- おしどり右京捕物車 第9話「妬」（1974年） - 金造
- おんな浮世絵・紅之介参る! 第2話「女売ります」（1974年）
- 右門捕物帖 第28話「くらやみ河岸」（1974年） - 伊助（近江屋番頭）
- 傷だらけの天使 第3話「ヌードダンサーに愛の炎を」（1974年） - 黒姫興業幹部
- 運命峠 第11話「武蔵野非情」（1974年） - 加倉井主水
- ご存じ金さん捕物帳 第17話「愛憎からくり屋敷」（1975年、NET）
- 斬り抜ける 第17話「綾姫御殿」（1975年） - 黒木玄蕃
- 破れ傘刀舟 悪人狩り
  - 第27話「妖花 女殺し屋」（1975年） - 相馬屋島蔵
  - 第103話「怪談 赤いろうそく」（1976年） - 千倉屋
- 長崎犯科帳 第10話「ウンスンカルタは地獄札」（1975年）
- 剣と風と子守唄 第14話「地獄に恋した野郎ども」（1975年）
- 影同心 第19話「色の地獄は殺し節」（1975年） - 山崎屋平左衛門
- 太陽にほえろ! 第165話「回転木馬の女」（1975年）
- 十手無用 九丁堀事件帖 第5話「この道ご用心」（1975年） - 近江屋源右ヱ門
- 新宿警察 第5話「華麗なる用心棒」（1975年） - 小久
- 非情のライセンス 第2シリーズ
  - 第50話「兇悪の金」（1975年） - 岩佐
  - 第94話「兇悪の判決」（1976年） - 岩川組長
  - 第119話「替玉」（1977年） - 田丸総太郎
- 遠山の金さん 第1シリーズ ※杉良太郎版
  - 第7話「その錠を破れ!」（1975年） - 三浦屋
  - 第28話「折鶴の謎を追え!!」（1976年）-山城屋
  - 第82話「三割三分三厘」（1977年）-地金問屋 堺屋庄兵衛
- 大都会シリーズ
  - 大都会 闘いの日々 第7話「おんなの殺意」（1976年） - 光本興業社長
  - 大都会 PARTII 第45話「白昼の市街戦」（1978年） - 山森勇三（銀竜会組長）
- 隠し目付参上 第2話「吉原は燃えているか」（1976年） - 山崎屋徳兵衛
- お耳役秘帳 第16話「おせん女地獄」（1976年） - 蟹蔵
- 特別機動捜査隊 （1976年、NET）
  - 第766話「赤ちゃんの詩」- 江島信男
  - 第769話「俺は許せなかった」- 今井幸介
- 子連れ狼 第3部 第25話「波と笛と」（1976年） - 久見坂八兵衛
- 人魚亭異聞 無法街の素浪人 第7話「21発目の礼砲」（1976年） - 本宮清三郎
- 桃太郎侍 ※高橋英樹版
  - 第9話「伊之助慕情」（1976年） - 渡海屋
  - 第28話「泣き笑い千両くじ」（1977年） - 源兵ヱ
  - 第49話「男いちずの灯が消えた」（1977年） - 佐倉屋
  - 第83話「命を賭けた恩返し」（1978年） - 黒木伝蔵
  - 第103話「呑んべえ芸者騒動記」（1978年） - 榊主膳
  - 第129話「無法河岸の女親分」（1979年） - 酒井采女
  - 第146話「死を招いた勘違い」（1979年） - 堀田肥後守
  - 第197話「売れ残り志願」（1980年） - 黒田肥前守
- 駆けろ!八百八町 第1話「十手仇討ち」（1977年、NET / 東映） - 村松三郎兵衛
- 江戸特捜指令 第22話「唐拳! 危うし遊び人奉行」（1977年）
- 破れ奉行（1977年）
  - 第8話「長崎から来た女」 - 長崎屋
  - 第23話「佐賀町河岸の女」 - 木崎倉之助
  - 第30話「必殺!琉球おんな拳法」 - 倉田軍蔵
- 人形佐七捕物帳 第32話「十手に含めた因果」（1977年） - 仁左衛門
- 達磨大助事件帳 第18話「雪に散る子守り唄」（1978年） - 鳴海屋万造
- 暴れん坊将軍
  - 吉宗評判記 暴れん坊将軍
    - 第12話「紀州から来た凄い女」（1978年） - 観音寺の虎五郎
    - 第51話「魚河岸の花嫁」（1979年） - 音蔵
    - 第93話「呆れかえった武門の意地」（1979年） -  安藤備前守
    - 第132話「駆けろ! 天下の紀州号」（1980年） - 山本伝左衛門
    - 第165話「誰がための親不孝」（1981年） - 大倉屋重蔵
    - 第186話「男なみだの恋太鼓」（1981年） - 酒井伯耆守

  - 暴れん坊将軍II
    - 第19話「妻は長良のひと柱」（1983年） - 黒沼源右衛門
    - 第41話「嵐を呼んだ身代わり観音」（1983年）  - 戸田監物
    - 第62話「ほとんどビョーキの出たがり娘!」（1984年） - 戸川山城守
    - 第111話「あらイヤだ! 魚の心は恋ごころ」(1985年） - 栄五郎
- 大空港
  - 第7話「暗号名 ジャッカルを追え!」（1978年） - 銭丸組長
  - 第24話「特捜部対ヤクザの斗い パートII」（1979年） - 半田組長
  - 第51話「サヨナラ神坂紀子刑事!コール･ガールバラバラ殺人事件」（1979年） - 富山
- 特捜最前線
  - 第90話「ジングルベルと銃声の街!」（1978年）
  - 第376話「警官汚職地図!」（1984年） - 伊東晴久
- 新五捕物帳
  - 第26話「露の涙に春が来る」（1978年） - 白波の才蔵
  - 第65話「あした幸せなら」（1979年）- 蝮の佐平次
- 破れ新九郎 第8話「天保大地震」（1978年） - 玉屋
- 恐竜戦隊コセイドン 第42話「翔べ 人間大砲コセイダー」（1979年） - 津村
- 江戸の牙 第2話「戦慄! 蛇目傘の女」（1979年） - 奈良屋治兵衛
- 騎馬奉行 第13話「湖底の黄金を探せ!」（1979年） - 根岸屋
- 半七捕物帳 第24話※尾上菊五郎版 （1979年）- 白金屋
- Gメン'75　第191話「女子大寮の裏窓」（1979年）−細川元吉（資産家）
- ザ・スーパーガール 第40話「全裸殺人 真夜中の訪問者」（1980年、12ch / 東映） - 味岡（大福興業社長）
- 新・江戸の旋風 第10話「簪は知っていた」（1980年） - 一心斎
- 江戸を斬るV 第7話「御用金奪還! 暁の追跡」（1980年）
- 西部警察シリーズ
  - 西部警察
    - 第28話「横浜ベイ・ブルース」（1980年） - 浅利（針尾総業社長）
    - 第60話「男の子守唄」（1980年） - 流しのトク
    - 第94話「地下水道」（1981年） - 清野一成

  - 西部警察 PART-II 第15話「ニューフェイス!! 西部機動軍団」（1982年） - 楊リュウコウ / 海老原
  - 西部警察 PART-III 第41話「幻のチャンピオン」（1984年） - 岸田
- 影の軍団シリーズ
  - 服部半蔵 影の軍団 第4話「京の春・お歯黒の罠」（1980年）- 山城屋利兵衛
  - 影の軍団II 第21話「妖拳！蛇皮線の女」（1982年）- 玉名玄竜
- ぼくら野球探偵団 第11話「赤マント 世界ちん記録を盗む」（1980年）
- ミラクルガール 第12話「女は銃と色気で勝負する」（1980年）
- 雪姫隠密道中記 第23話「からくり喧嘩駕籠 -小田原-」（1980年）
- ザ・ハングマンシリーズ
  - ザ・ハングマン 燃える事件簿 第6話「オオカミ達の変奏曲」（1980年） - 竹井
  - ザ・ハングマンV 第11話「主婦がリモコンで殺人者に仕立てられる!」（1986年） - 大山幾次郎（大山政経研究所所長）
  - ザ・ハングマン6 第12話「どっちに賭ける? 射殺ゲーム!」 （1987年） - 望月聡太郎（望月コンツェルン会長）
- 幻之介世直し帖 第5話「はやぶさ剣法罠を斬れ」（1981年） - 河内屋儀兵衛
- 文吾捕物帳 第19話「犯された女の復讐」（1982年）
- 同心暁蘭之介 第26話「片腕の女」（1982年）
- 源九郎旅日記 葵の暴れん坊（1982年）
  - 第7話「大井川兄弟仁義」 - 金造
  - 第29話「哀れ! 小判の雨に死す」 - 彦造
- 鬼平犯科帳 第3シリーズ 第23話「馴馬の三蔵」（1982年9月21日、東宝 / ANB） - 瀬田の万右衛門
- 松平右近事件帳 第45話「暦女に死神が憑く」（1983年） - 雅仙堂
- 新・松平右近 第20話「お夕慕情」（1983年） - 戸田丹波守
- 木曜ゴールデンドラマ
  - 危険な年ごろ（1984年）
  - 夫婦関係（1986年）
- 火曜サスペンス劇場
  - 京都慕情殺人事件（1985年） - 藤枝重太郎
  - 松本清張スペシャル・渡された場面（1987年）
- 私鉄沿線97分署 第67話「俺ァ、田舎さリターンするだ!」（1986年）
- 三匹が斬る! 第10話「湯の里は 血鳴り剣鳴り 腹も鳴る」（1987年） - 仁平
- 名奉行 遠山の金さん 第1シリーズ 第11話「罠にかかった奉行」（1988年） - 幕閣
- さすらい刑事旅情編 第11話「九州縦断SL列車“あそBOY”号 火の国の女の殺意」（1988年）
- 土曜ワイド劇場 / 雨の倉敷トリック殺人紀行（1989年）
- 月影兵庫あばれ旅 第1シリーズ 第6話「三分の税と戦え!!」（1989年） - 甚兵衛

など

### バラエティ
- 天才・たけしの元気が出るテレビ!!「元気が出る名作劇場『忠臣蔵』」（1986年、NTV）